# La regina delle Amazzoni
La regina delle Amazzoni è un film del 1960 diretto da Vittorio Sala.

## Trama
Due guerrieri finiti per caso nel regno delle Amazzoni rischierebbero di fare la fine dei loro predecessori: usati come riproduttori della specie e uccisi, se due fanciulle non si innamorassero di loro. La salvezza è loro garantita grazie ad un'azione che i due compiono a difesa del regno.

## Produzione
Le coreografie del film sono di Tito LeDuc.